# Никифор (Констандину)
Митрополи́т Ники́фор (греч. Μητροπολίτης Νικηφόρος, в миру Гео́ргиос Констанди́ну-Микраяннани́тис,  Γεώργιος Κωνσταντίνου Μικραγιαννανίτης; 1949, Салоники — 27 июля 2021, Салоники) — епископ Александрийской православной церкви, митрополит Киншасский (2010—2021), ипертим и экзарх полуденных стран.

## Биография
Окончил практическую гимназию в Салониках, после чего с 1967 по 1969 год обучался в Фессалоникийском духовном училище.
В 1971 году принял монашество в ставропигиальном патриаршем Цангарольском Троицком монастыре в Ханье на Крите. 22 августа того же года был хиротонисан во иеродиакона.
В 1975 году окончил богословский факультет Университета Аристотеля в Салониках.
В 1977 году прибыл на Святую Гору Афон где поступил в скит Малая Святая Анна и был назначен преподавателем в богословское училище Афониаду.
В 1978 году епископом Родостольским Хризостомом (Анагностопулосом) был хиротонисан во иеромонаха, а впоследствии митрополитом Иерисским Никодимом (Анагносту) возведён в достоинство архимандрита.
Служил заместителем директора, а в 1988 году, по избранию Священного Кинота Горы Афон и по утверждению Константинопольского патриарха, стал директором Афониада.
В 1997 году ушёл с должности директора Афониады и по приглашению архиепископа Албанского Анастасия принял на себя устройство Гирокастринского духовного училища — первого богословского образовательного учреждения Албанской православной церкви после её возрождения.
В 1999 году получил степень доктора богословия богословского факультета Университета Аристотеля в Салониках.
С 2006 года — лектор и член администрации Конголезского православного университета святого Афанасия Афонита.
Автор многочисленных исследований и участник конференций в Греции и иных странах.
7 октября 2010 года, по предложению патриарха Александрийского Феодора II, Священный синод Александрийской православной церкви избрал его митрополитом Центральноафриканским.
23 октября последовало наречение, а 24 октября того же года — его архиерейская хиротония в Александрийском патриаршем соборе Саввы Освященного. Хиротонию совершили: Патриарх Александрийский Феодор II, митрополит Севастийский Димитрий (Комматас) (Константинопольский Патриархат), митрополит Пилусийский Каллиник (Пиппас), митрополит Верийский Пантелеимон (Калпакидис), митрополит Ксанфский Пантелеимон (Калафатис) (Элладская православная церковь), митрополит Элассонский Василий (Колокас) (Элладская православная церковь), бывший митрополит Центральноафриканский Игнатий (Манделидис), митрополит Кидонийский Дамаскин (Папаяннакис) (Критская православная церковь), епископ Катангский Мелетий (Григориатис), епископ Мареотидский Гавриил (Равтопулос), епископ Вавилонский Нифон (Цаварис).
20 декабря того же года в Соборе святого Николая в Киншасе состоялась его интронизация, которую возглавил патриарший представитель митрополит Камерунский Григорий (Стергиу).
В мае 2014 года сопровождал патриарха Александрийского Феодора II во время его поездки на Афон для участия в праздновании 300-летия со дня смерти святителя Герасима Паллады, патриарха Александрийского.
24 ноября 2015 года, в связи с переименованием управляемой им митрополии, получил титул митрополита Киншасского.
В связи с заболеванием в июле 2021 года коронавирусной инфекцией, был доставлен в больницу Конго, а 27 июля, в связи с ухудшением состояния, был доставлен специальным рейсом в Салоники, где помещён в палату интенсивной терапии центрального госпиталя «Папаниколау». Скончался 27 июля 2021 года. Похоронен на Афоне, в скиту Малая Агиа Анна.